# 貝利·高華德
貝利·莫里斯·高華德（英語：Barry Morris Goldwater，1909年1月1日—1998年5月29日）是美国政治家，共和党人，于1953年－1965年、1969年－1987年代表亚利桑那州任参议员，1964年美國總統選舉共和黨總統候選人。高華德曾任美國空軍預備部隊的少將，後從政。身為政治家，高華德被視為是1960年代開始美國保守主義運動復甦茁壯的主要精神人物，常被譽為「保守派先生」，並支持中華民國政府。
高華德反對新政留下的制度和理念，领导保守派聯盟对抗新政聯盟。在總統選舉中，他在共和党初选击败东海岸的纽约州州长纳尔逊·洛克菲勒，但最終以大幅度票數差距敗給民主黨的林登·詹森。詹森及其陣營將高華德描繪成一個反動份子，但高華德的支持者則讚揚他對於聯邦政府權力、工會以及福利國家制度的反抗。他的敗選使民主黨的自由派有機會展開他們的大社會計畫，在此同時大量老一輩的共和黨政治人物敗選，也使得年輕一代的保守派得以在黨內崛起，共和黨抛弃了东海岸的自由派共和党人，拥抱中部和南部的保守派，这成为近代美国政治版图大变革。高華德的支持者在十數年後重新聚集於其精神繼承者隆納·雷根的旗下，促使雷根贏得了1980年總統大選。
在1980年代，高華德主張自由意志主義的理念，與共和黨內逐漸竄起的基督教右派勢力產生衝突，往後他被視為共和黨內的自由派，在許多議題如墮胎和同性戀權利上都對基督教右派及保守派提出強烈批評。

## 個人生涯
高華德在1909年生於鳳凰城，當時那裡尚未建州，仍只隸屬於亞利桑那地區。他的祖父麥可·高華德是一名來自波蘭科寧的猶太移民，在鳳凰城經營一間百貨公司，名為「高華德百貨」。他的祖母莎拉·南森則是來自英國倫敦，並且在英國的猶太大教堂與其祖父結婚。高華德的父親巴農·高華德則在與他母親海緹·約瑟芬·威廉結婚時從猶太教改宗聖公會，高華德家的姓氏早在1860年加州舊金山的人口調查中便已從原本的「Goldwasser」換成了「Goldwater」。高華德的這些個人背景使得後來一名猶太作家哈利·戈爾登（Harry Golden）著名的評論道：「我總覺得如果一個猶太人有機會當上總統，他必然會是聖公會的信徒。」
高華德家經營成功的百貨公司使得家裡的經濟狀況一直相當富裕。高華德首先從史丹頓軍事學院畢業，接著在一年後開始就讀亞利桑那大學，在那裡他還加入了Sigma Chi兄弟會。
高華德在父親於1930年過世後接掌家裡的百貨生意，在支持當時「進步派」商業管理的同時也抱持反工會的立場。經營百貨生意的緊張壓力還使他在1937年和1939年接近精神崩潰。
在第二次世界大戰開始後，高華德從美國陸軍航空軍收到了參與預備部隊的徵召令，他被訓練為擔任飛行員並且被分派至飛機運送司令部，一個以遞送飛機和補給至全世界戰鬥區域為任務的新部隊。高華德在戰爭年間頻繁飛行往返美國與印度之間，航線歷經亞速群島、北非、南美洲、奈及利亞、以及中非。他同時也曾飛過喜馬拉雅山脈的頂峰以運送物資至中華民國。在戰後高華德依然留在預備部隊裡，最後以少將的軍階退伍，到退伍為止高華德已經駕駛過了超過165種不同的飛機。在二戰之後，高華德成為美國空軍官校成立的重要推手之一，之後曾任空軍官校的董事會成員，多年後空軍官校新建的遊客中心還以他命名。
高華德在1934年9月22日與第一任妻子馬格利特·詹森結婚，一直到她於1985年12月11日去世為止。兩人生下了四名小孩：瓊安（1936年1月1日－）、貝利（1938年7月15日－）、麥可（1940年3月15日－）、以及佩琪（1944年7月27日－）。後來在1992年2月9日高華德又以83歲高齡與比他年輕32歲的護士蘇珊·謝弗·韋克斯勒結婚。
與高華德同名的兒子貝利在1969至1983年間曾擔任加利福尼亞州的眾議員。

## 政治生涯
高華德在1949年當選為鳳凰城的市議員，從此開始其政壇生涯。他首先在1952年當選為參議員，擊敗現任的民主黨參議員、也是民主黨團多數派領袖的歐內斯特·麥克法蘭（Ernest McFarland），他在1958年再度當選連任，但在1964年由於投入總統大選而放棄競選第三任。在1958年民主黨贏下了13個參議院席位的情況下，高華德首次角逐連任就可以成功，可說是相當傑出。
高華德很快變成為政壇上強調工會改革以及反共立場的知名人物，他積極參與國會裡的保守派聯盟。不過高華德也遠離一些反共主義運動裡的極端份子，在1956年他協助通過了極具爭議的《阿拉斯加精神健康促進法案》，儘管許多人指控該法案是一個企圖於阿拉斯加建立集中營的共產主義陰謀。在勞工法案上他推動通過了1957年國會的一項主要反工會腐敗法案，導致美國勞工聯合會-產業工會聯合會（AFL-CIO）在1958年的選戰中傾全力阻止他連任，但最後高華德仍成功當選。高華德在1954年表決反對了由國會譴責參議員約瑟夫·麥卡錫的動議，但他自己則比麥卡錫在這方面還要謹慎，同時也從沒有像麥卡錫一樣指控某些人為共產主義者或蘇聯的間諜。高華德在1960年出版了《一個保守派的良心》（The Conscience of a Conservative）一書以闡述他對於共產主義散佈的反抗，這本書後來成為發展美國保守派的重要著作。
高華德支持了亞利桑納州的美国全国有色人种协进会並且也協助廢止了亞利桑那州國民警衛隊的種族隔離政策。在全國層級上他支持了1957年的民權法案，並且也支持1960年一項禁止徵收投票稅的憲法修正案。但是他反對了1964年推出的更為複雜的民權法案，他主張那項法案是違憲延伸了聯邦政府的權力，使聯邦政府有權以「法定倫理」為由管制私人間的事務和雇主的權利。由於1964年當時反對民權法案的主要是來自南部的民主黨人，除了高華德外只有四個非南部的共和黨參議員反對這項法案，這使高華德在反對聯邦立法的南方獲得大量支持。
在1964年，經歷了一連串激烈競爭之後，高華德終於贏得共和黨的總統參選提名。當時高華德的主要競爭對手是紐約州長纳尔逊·洛克菲勒，高華德在加州的初選上擊敗了他。高華德的參選被共和黨裡的自由派所反對，認為高華德的強硬外交政策只會造成美國與蘇聯的危險對立。高華德在總統大選中被總統林登·詹森以懸殊的票數差距擊敗，共和黨在全國的政治舞台上也因此遭遇嚴重的挫折，在兩院裡都失去了大量的席位。總統大選中高華德只贏下了他的老家亞利桑那州以及五個南方的州份（在那之前都還一直是民主黨的票倉）。許多共和黨人在選舉中也憤怒地反對高華德，認為高華德對共和黨的未來造成極大的負面影響。除此之外高華德出生時亞利桑那州尚未建州的事實也引起了一些爭議。
高華德在亞利桑那州仍然相當受支持，在1968年的國會選舉中他再次當選參議員，取代退休的卡爾·海登（Carl Hayden）。他在1974年與1980年兩次連任選舉中都成功當選，1974年的選舉高華德贏得相當容易，儘管當年共和黨飽受水門案醜聞的負面影響。
高華德在1980年曾考慮退休，但最後決定繼續競選連任。高德華的妻子據稱曾希望他在1981年1月便從參議員職位退休，但最後高華德決定再競選一次任期。高華德於連任選舉中出乎意料之外地面臨堅強挑戰，他被許多人視為是已經不合選民胃口而且有許多弱點的角色，尤其因為他原本已打算在1981年退休，高華德很少訪問除了鳳凰城和土桑市以外的亞利桑那州區域。高華德的主要挑戰對手是前共和黨轉民主黨的富有地產開發商比爾·舒爾茨（Bill Schulz），舒爾茨以其大量資金投入選戰。同時亞利桑那州的人口結構也在逐漸改變，大量的移民湧入了亞利桑那州，但這些新的選民多是在高華德當選連任之後才移入的，對他並沒有多少認識。在選戰中高華德一直採取守勢。開票當天的初步結果顯示舒尔茨佔上風，但隔天最後的開票結果則由高華德勝出，主要是因為高華德贏得的大量不在場投票票數都是開票最後才被計算的。高華德在1980年的苦戰出人意料之外，因為當年隆納·雷根在總統選舉中以大幅度差距擊敗了吉米·卡特，而且共和黨也重新贏回了參議院，一舉奪回12個席次。雷根在總統選舉中於亞利桑那州獲得了61%選票。
高華德在1987年退休，在最後一屆任期中曾擔任參議院裡的情報和軍事委員會主席。儘管高華德在1960年代時曾是參議院裡的積極份子，在參議院的最後幾年裡他成為了穩定議事程序的主要角色，並且也是兩黨眾人皆尊重的元老。不過高華德依然保持強硬的反共主義以及「鷹派」的外交立場。他在1970年代曾企圖抵抗巴拿馬運河條約的通過，以阻止巴拿馬運河重回巴拿馬政府的控制。他在這段期間最重要的法案或許是1986年通过的，重新整頓了美軍上層的指揮架構。
高華德一直是威斯康辛州共和黨籍參議員約瑟夫·麥卡錫的堅定支持者之一（只有22名參議員表決反對譴責麥卡錫）。他同時也是麻薩諸塞州參議員約翰·甘迺迪的好友，事實上高華德曾盼望會在1964年的總統選舉中與甘迺迪進行一場君子之爭，打算和他進行即時的辯論。高華德被甘迺迪的遇刺所震驚，並且也相當失望與他角逐總統的將不是甘迺迪，而是當時的副總統林登·詹森。高華德相當厭惡詹森（他曾形容詹森為「會使盡一切骯髒伎倆的傢伙」）以及理查·尼克森（他稱尼克森為「我生平中遇過最不誠實的人」）。據信，水門案爆發時便是高華德以參議員身份逼迫尼克森辭職的。後來每當國會裡有議員與其總統所屬政黨唱反調時便經常被戲稱為是「高華德運動」的成員。

### 1964年美國總統選舉
在高華德角逐共和黨提名總統選舉之時，共和黨分裂為保守派（來自西部和中西部）與自由派（來自東北部）。高華德毫不妥協的財政保守主義以及強硬的反共主義也使一些溫和共和黨人對他抱持疑慮。他被傳統共和黨人視為是位於極右派的政治光譜，認為他不能吸引主流的選民以贏得大選。因此自由派共和黨人抬出了一系列的候選人以對抗高華德，包括了紐約州州長纳尔逊·洛克菲勒等人。高華德在加利福尼亞州的初選中成功擊敗洛克斐勒，接著贏得了共和黨提名。他同時也受到南部共和黨人的堅定支持。
在1964年共和黨全國代表大會上發表接受總統選舉提名的演講中，高華德大膽地宣誓道：「捍衛自由時的極端並不是罪惡，追求正義時的溫和並不是美德。」這一段來自西塞羅的演講詞是由Harry V. Jaffa所提議的，演講稿則是由卡爾·海絲所撰寫。由於總統林登·詹森的高昂人氣，高華德在選戰中避免直接地攻擊詹森，他在代表大會上甚至沒有直接提到過詹森。
選戰中高華德在過去的失言也都被挖了出來，他曾經稱艾森豪總統是「新政的廉價版本」，艾森豪也一直對此耿耿於懷。不過艾森豪還是與高華德一起拍了一段電視的競選廣告，在11月艾森豪表示他會在大選中投票給共和黨，間接地表示了他對於高華德的最終肯定。在1961年12月高華德曾在記者會上宣稱道「有時候我真覺得，如果我們可以把整個東海岸割開讓它們漂到海裡，這個國家會變得更好。」這段發言後來被詹森陣營挖出，以此猛烈攻擊高華德。高華德主張將社會福利自願化以及將田納西河谷管理局（一個大型的新政機構）拍賣掉的發言也都引起類似的爭議。
在替高華德陣營造勢的會場上，隆納·雷根發表了一段知名全國的電視演講〈抉择时刻〉以支持高華德。這段演講的成功促使雷根在1966年投入競選加利福尼亞州州長並且開啟了他之後的政治生涯。後來保守派的積極份子Phyllis Schlafly也是在高華德選戰中以寫下支持高華德的書而聞名。屬共和黨自由派的康乃迪克州參議員普萊史考特·布希（Prescott Bush）也是高華德的朋友，並且在大選中支持了高華德，而普萊史考特·布希的兒子喬治·赫伯特·沃克·布希（當時正競選德克薩斯州的參議員）也是高華德在初選和大選中的支持者。詹森陣營的文宣將高華德描繪為一個危險的極端份子，並且將高華德競選廣告裡使用的「你打從心裡知道他（高華德）是對的」一句竄改為「你打從腸子裡知道他是個瘋子」。詹森在1964年民主黨全國大表大會演講上也沒有直接提到高華德的名字。
高華德主張的強硬反共外交政策被詹森及其競選陣營用作為攻擊他的把柄，宣稱高華德的好戰性格會導致災難性的結果，甚至是核子戰爭。在越戰議題上高華德批評詹森的政策完全缺乏「目標、方向、或決心」並且導致「在叢林中的大量死亡和自由的逐步毀滅」。高華德在核子戰爭議題上的言論則被許多人視為是完全毫不妥協，這種印象又被高華德的一些失言所加深，例如他所說的：「我們應該扔一顆（核彈）到克里姆林宮的廁所去。」
高華德盡力抵擋詹森陣營的攻擊，批評詹森政府在一些道德議題上的缺失，並且在一則競選廣告中宣稱：「......我們身為一個國家，已經離那種可以導致國破家亡的道德腐敗境界不遠了......現在正是將良心重新豎回政府的時候，以此為榜樣，使其重現美國生活的每個角落......」
在1964年選舉期間，以揭發醜聞為主軸的雜誌Fact出版了一期特別刊號，標題為〈一個保守派的無良心：揭露貝利·高華德的心理狀態〉，雜誌裡的文章宣稱高華德的精神狀況不適合擔任總統，並舉出一則對精神病醫師進行民調的結果為證據：Fact雜誌郵寄測驗給12,356位精神病醫師，並且公佈其中2,417名醫師回覆的「抽樣」結果，其中1,189人認為高華德不適合擔任總統。在選舉過後高華德控告雜誌的發行者、雜誌編輯以及雜誌社毀謗罪，雖然陪審團最初只判給高華德$1元的名譽賠償費，後來的上訴則使高華德從雜誌社獲得$75,000元的賠償。这一事件之后也促成美国精神医学学会制定了戈德华特守则，限制精神科医师的类似诊断。

#### 電視的影響
- 在共和黨全國代表大會上，來自全國各地的候選人和大量的新聞記者、州代表團、州黨部代表、以及各式各樣的人物充斥會場，使1964年的全國代表大會彌漫著一股緊張而又充滿敵意的氣氛。
- 詹森陣營製作了一則被稱為《雏菊》的電視競選廣告，廣告開頭一名年輕的小女孩正在數雛菊花的花瓣，從一數到十，數完之後緊接著有一陣旁白的聲音開始從十倒數：九、八、七......三、二、一。鏡頭停格在小女孩的臉龐上，接著便出現核子彈爆炸和磨菇雲的震撼畫面廣告結尾。廣告結尾則出現選舉日投給詹森的字幕，暗示著高華德若是當選將會挑起一場核子戰爭。這則剪短的廣告依靠其搭配良好的聲光效果，成為了美國歷史上最知名的政治競選廣告之一，許多觀察家還將其稱為是現代「電視抹黑廣告」的始祖。由於引起太大的震撼，這則廣告只在全國電視網路上播放了一次便被撤回，雖然之後仍在許多地方的電視台被重播[11]。

#### 選舉結果

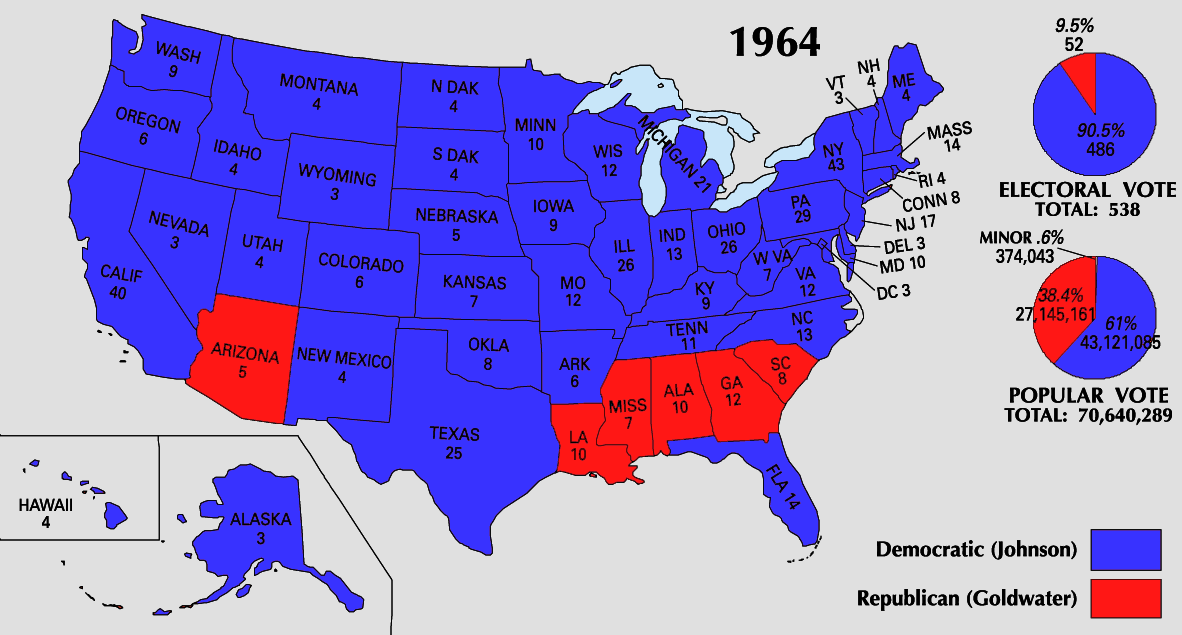
高華德只贏得了他的老家亞利桑那州以及其他南部的五個州分，而詹森則獲得一面倒的勝利。

選舉的結果，高華德只獲得了38.4%的選票，在選舉人團上只贏得六個州：阿拉巴馬州、喬治亞州、路易斯安那州、密西西比州、南卡羅來納州、以及他的老家亞利桑那州。高華德獲得了52張選舉人團票，而詹森則一面倒地贏得了486張。高華德在選後還曾坦率地說：「這場選舉即使是亞伯拉罕·林肯回來替我們競選我們也是輸定了。」
高華德的慘敗，加上當時大多數選民都有「總統票同國會票」（亦即死忠支持與他們總統選票候選人相同政黨的國會候選人）的習慣，使當年的國會選舉中共和黨也遭受大敗，許多在位已久的老牌國會議員都在此年選舉中被擊敗。
晚年時高華德曾宣稱如果不是因為當年全國都還沉浸在總統約翰·甘迺迪被刺殺後的悲傷氣氛裡，使選民對於在連續兩年間便更換三個總統有所顧慮，他的確有機會贏得選舉。許多人也常舉出高華德在當年選舉裡贏下了許多的南方州分，美國南部在那之前一向都還是民主黨的地盤。
1964年的選舉也因此預見了在未來幾十年裡美國政治光譜的轉變，美國南部從那時開始便逐漸向共和黨傾斜，從總統選舉開始，到最後國會和州的地方選舉都成了共和黨稱霸的局面。

### 高華德與美國保守主義的崛起
雖然高華德對於美國保守主義的影響還不及1965年以後的罗纳德·里根，從1950年晚期到1964年之間是高華德一手定義並且開拓了美國後來幾十年的保守主義運動。亞利桑那州的參議員約翰·麥凱恩談到高華德時這樣說道：「他將共和黨從原本一個由東部菁英組織主導的組織轉變為後來可以讓罗纳德·里根一路走向總統選舉的環境。」政治評論家George Will在談到1980年美國總統選舉時也說「1964年的選舉花了整整16年時間才開完票，而高華德最後贏了。」
僅僅在2年之後的1966年國會選舉裡，共和黨便從1964年的慘敗裡振作了起來，贏得了47個眾議院議席。其他共和黨人的勝選也一一出現，包括高華德在1968年重新回到參議院的選舉。在1970年代裡，共和黨裡的保守派逐漸增長並控制了主流。高華德則專心於他的參議員職務，由其是在軍事有關的事物上。在同黨的理查·尼克森總統選戰上高華德沒有多少參與，但當後來尼克森於1974年水門案醜聞爆發時則是由高華德代表共和黨團逼迫他辭職。傑拉爾德·福特繼任總統後高華德則協助阻止讓納爾遜·洛克菲勒提名為副總統人選。不過當雷根於1976年與福特競爭共和黨的總統提名時，高華德則出於顧慮黨內共識的考量而仍支持福特。就如一名歷史學家所評論的，這時的高華德「已經失去大部分對戰鬥的熱情了。」
在1979年，當總統吉米·卡特決定正常化美國與中華人民共和國的關係時，高華德與其他一些參議員將卡特告進了最高法院，主張總統不能在沒有國會通過的情況下便中斷與中华民国的外交關係。這則案子後來被稱為高華德對卡特案，最後最高法院宣判高華德敗訴，認定外交關係屬於總統的政治考量。

### 自由意志主義

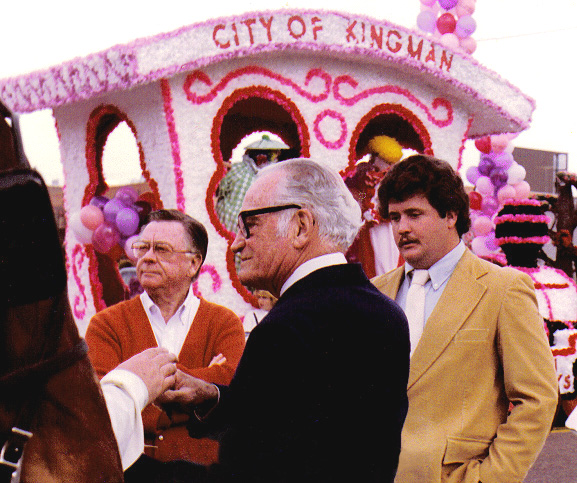
高華德在1983年的一場節日遊行會上替人簽名。

1980年代，當罗纳德·里根成為美國總統、而保守派政治光譜裡的宗教右派勢力開始滋長，成為抗衡左派勢力的中堅時，高華德的自由意志主義思想便開始越來越明顯——雖然在高華德來看那些始終都是保守主義的基本原則。高華德認為墮胎純粹是個人的選擇，政府不應干預，與其他民主黨人意念相近。
身為個人自由的堅定支持者，高華德認為崛起中的宗教右派對於個人的隱私和自由都構成了威脅。1980年參議院選舉高華德依舊獲得宗教團體的保守派支持成功連任，但他在最後一屆任期裡一直堅持將墮胎合法化，1981年9月16日國會紀錄：「像任何強大的武器一樣，為一己之利而挪用上帝的名義應該有所收斂。美國各地不斷發展壯大的宗教派別正在不明智地利用宗教的影響力，迫使政府領導人完全追隨他們的立場。如果在某個特定的道德問題上，不同意這些宗教團體的主張，他們就會抱怨甚至威脅你將失去資金選票。坦率地說，我厭惡和厭倦這個國家到處都有政治佈道者，如果我想作一個有道德的人必須相信A、B、C 和 D。他們以為自己是誰？從哪來的權威居然有權向我口授他們自己的道德信仰？更讓我憤怒的是作為一個立法者還必須忍受每個宗教團體的威脅，居然認為他們擁有某種上帝賜予的權力，可以控制參議院每次的點名表決。今天我要警告他們：如果他們試圖以保守派的名義將自己的道德信念灌輸給所有的美國人的話，那麼，我將寸草不讓地與他們戰鬥到底。」。
高華德也與里根在一些外交政策上的立場有所分歧，例如他反對在尼加拉瓜的港口上佈置水雷。儘管早年曾與艾森豪總統格格不入，高華德仍在1986年的一次訪問上將他列為自己所共事過最好的總統。
在他於1987年自參議院退休後，高華德稱當時亞利桑那州的保守派州長Evan Mecham是個「頑固份子」並且放話要求他辭職，兩年之後他還稱共和黨已經被「一票怪胎」給挾持了。在1994年接受華盛頓郵報訪問時他則說：「當你談到今天政治上的『極右派』時，就讓我想到那些像是Pat Robertson（知名的電視福音傳道演講人）等騙錢的傢伙正企圖將共和黨改造為一個宗教組織。如果他們真成功了，我們政治就完蛋了。」
高華德也對於曾是他長年政治夥伴的雷根下了許多不客氣的評語，尤其是在伊朗門事件於1986年曝光以後。不過除了伊朗門事件以外高華德還是認為雷根是個好總統。高華德在1990年代的一些言論激怒了許多的社會保守主義者，他還曾支持民主黨的Karan English競選亞利桑那州的眾議員，以抗議當時共和黨團對於柯林頓在白水門事件上的窮追猛打。高華德也一直批評美軍對於同性戀從軍的禁止道：「每個人都知道自從凱撒的時代以來，同性戀都一直光榮地在軍隊裡服役。」到他去世的前幾年他甚至宣稱要求美國的右派「不要再將我的名字與你們相連結，你們現在根本都是極端份子，而且你們對於共和黨造成的傷害甚至比民主黨還要多。」
1996年他告訴當時被共和黨提名參選總統、卻沒有獲得保守派共和黨人熱誠支持的鮑勃·多爾道：「我們現在竟然是共和黨裡的自由派了，你能想像到有今天嗎？」而在同一年，高華德也再度違逆社會保守主義者共識，支持一項在亞利桑那州將藥用大麻合法化的提案。

### 语录
在保卫自由时极端不是恶，在寻求正义时中庸不是善。（Extremism in the defense of liberty is no vice. Moderation in the pursuit of justice is no virtue.）
我有时会想，如果把（美国）东海岸锯下来让它漂走的话，对这个国家会更好吧。（Sometimes I think this country would be better off if we could just saw off the Eastern Seaboard and let it float out to sea.）

## 業餘興趣和嗜好

### 攝影
高華德年輕時便已是一個有名的業餘攝影師，死後留下了大約15,000張他生平中親自拍攝的照片，他還很喜歡趁人不注意時進行側拍。高華德的妻子在他們結婚的那年聖誕節給了他一台照相機做為禮物，從此高華德便迷上了攝影。高華德最常用的是一部4x5的Rolleiflex相機、和一部Nikon的35mm相機。
從年輕以來，高華德有空時便常走訪老家亞利桑那州各地拍攝風景，他所拍攝的亞利桑那州西部風景照和美洲原住民照片特別知名。他所出版過的三本攝影集分別為1967年的People and Places和Barry Goldwater and the Southwest、以及1940年的Delightful Journey，安塞爾·亞當斯還替其1976年的再版寫了序言。
高華德的兒子麥可還在2006年9月成立了高華德家基金會（貝利·高華德攝影集），將高華德所拍攝的大量照片傳上網際網路以供瀏覽。

### 業餘無線電
高華德是個業餘無線電的狂熱分子，他的無線電臺呼號是K3UIG以及K7UGA，其中K7UGA這個代號現在已經被一個亞利桑那州俱樂部所使用以紀念他。在越戰期間，高華德經常每天操作無線電前好幾個小時，連接美軍的電台以協助那些在越南服役的軍人與他們在美國本土的家人透過無線電台通話。
高華德一直是業餘無線電界的知名代表人物，從1969年開始到他去世為止他曾頻繁出現在許多教育性和廣告性的電視節目上替業餘無線電宣傳。他的第一次演出是在Dave Bell的節目上解說他研究業餘無線電的經歷，並且即時示範了如何與南極洲連線的方式。最後一次演出則是在1994年，解釋當時剛問世的新型業餘無線電環繞衛星。

### 對UFO的興趣
高華德也是知名的美國政治家當中少數對不明飛行物表達高度興趣的人之一。在1975年3月28日高華德在一封信中寫道：「長期以來我一直對於有關飛碟的點點滴滴非常感興趣。大概十、二十年前我還曾企圖找出空軍到底在Wright-Patterson空軍基地裡藏了什麼樣的東西，當然我被他們拒絕了，因為那些情報都被劃為比最高機密還要機密。」高華德還寫道他已聽過許多有關的謠言，而且他只是「非常盼望能夠看到這些東西，並且希望不會等太久。」
1988年4月25日的《紐約客》雜誌刊出一篇對高華德的專訪，專訪中高華德稱他曾數次詢問他在軍中擔任將軍的朋友柯帝斯·愛默森·李梅，空軍是否真的有秘密隱藏有關飛碟的證據，還曾請求是否能讓他進行參觀。依據高華德的說法，李梅聽了之後憤怒地叫他「滾蛋」並且還說「你不但不能參觀，而且你絕對不准再跟我提起這件事。」
在1988年接受拉里·金電台訪問時，高華德被問到他是否認為美國政府真的有隱藏有關不明飛行物體的證據時，高華德回覆道「是的，我的確這麼認為。」而且還說道「我相信這個太空裡真的有外星人存在。他們或許長得跟我們不一樣，但我有強烈預感他們會有比我們進步的思想能力......我認為政府正秘密在進行一些有關不明飛行物體的研究計畫，除非空軍願意公開他們，否則我們永遠無法得知真相。」

## 去世
高華德在1996年後半年遭遇一次中風後便很少公開露面，他的家人後來宣布他已經罹患了阿茲海默症的前期。高華德在1998年5月29日以89歲高齡於亞利桑那州的天堂谷老家中風去世。

## 高華德獎學金
美國國會在1986年成立了貝利·高華德傑出教育獎學金計畫，以提供獎學金援助給那些符合傑出資格的科學、數學、以及工程系學生為目標。這在美國被廣泛視為是最具權威性的獎學金之一，每年會頒發獎學金給大約300名全國各地正在學習科學系所的學生。

## 紀錄片
高華德的孫女C·C·高華德與她長年合作的友人及製片人Tani L. Cohen一同拍攝了一部記載高華德生平的紀錄片「保守派先生：高華德記載高華德（页面存档备份，存于）」，這部紀錄片已在2006年9月18日於HBO首播。

## 選舉紀錄
1952年亞利桑那州參議員選舉
| 貝利·高華德 (共和黨) 51.3%             |
| 歐內斯特·麥克法蘭(民主黨) (現任) 48.7% |

1958年亞利桑那州參議員選舉
| 貝利·高華德 (共和黨) (現任) 53.9% |
| 歐內斯特·麥克法蘭 (民主黨) 46.1%  |

1964年美國總統選舉
| 林登·詹森 (民主黨) (現任) 61.1% |
| 貝利·高華德 (共和黨) 38.5%      |

1968年亞利桑那州參議員選舉
| 貝利·高華德 (共和黨) 57.2% |
| 羅伊·埃爾森 (民主黨) 42.8% |

1974年亞利桑那州參議員選舉
| 貝利·高華德 (共和黨) (現任) 58.3% |
| 喬納森·馬歇爾 (民主黨) 41.7%      |

1980年亞利桑那州參議員選舉
| 貝利·高華德 (共和黨) (現任) 49.5% |
| 比爾·舒爾茨 (民主黨) 48.4%        |

## 一手文獻
- Goldwater, Barry. The Conscience of a Conservative (1963) speeches. ISBN 0-89526-540-0
- Goldwater, Barry. Why Not Victory? A fresh look at American policy (1963) OCLC 25326755
- Conscience of a Majority (1971) ISBN 0-671-78096-4
- Goldwater, Barry. Arizona (1977) ISBN 0-938379-04-6
- Goldwater, Barry. With No Apologies: The Outspoken Political Memoirs of America's Conservative Conscience (1979) ISBN 0-425-04663-X
- Goldwater, Barry. Goldwater (1988) ISBN 0-385-23947-5, autobiography
- George H. Gallup, ed., The Gallup Poll: Public Opinion, 1935–1971, vol. 3. (1972)
- Karl Hess, In A Cause That Will Triumph: The Goldwater Campaign and the Future of Conservatism (1967), memoir by BG's speechwriter

## 二手文獻
- Mary C. Brennan, Turning Right in the Sixties: The Conservative Capture of the G.O.P. (University of North Carolina Press, 1995)
- Edwards, Lee. Goldwater (1995). biography
- Goldberg, Robert Alan. Barry Goldwater (1995), the standard scholarly biography
- Godfrey Hodgson, The World Turned Right Side Up: A History of the Conservative Ascendancy in America (1996).
- Jeffrey J. Matthews. "To Defeat a Maverick: The Goldwater Candidacy Revisited, 1963–1964." Presidential Studies Quarterly. 27#1 1997. pp 662+.
- Perlstein, Rick. Before the Storm: Barry Goldwater and the Unmaking of the American Consensus (2001) New York: Hill and Wang. ISBN 0-8090-2859-X. On the 1964 campaign.
- White, Theodore, The Making of the President: 1964 (1965)
- The New Yorker, April 25, 1988, p 70

## 外部連結
- 高華德基金會：以支持自由企業、個人責任、和憲法小政府為原則
- 高華德在1964年共和黨全國代表大會上的演講全文及錄音 （页面存档备份，存于）
- 在Arizona Republic的專題
- 高華德獎學金計畫首頁
- 與高華德對話 與孫女C.C.高華德的訪問

| 前任： 歐內斯特·麥克法蘭 | 美國亞利桑那州（第1梯次）參議員 1953—1965 | 繼任： 保羅·范甯   |
| 前任： 卡爾·海登         | 美國亞利桑那州（第3梯次）參議員 1969—1987 | 繼任： 約翰·麥凱恩 |